# جبال تشرشل
جبال تشرشل (بالإنجليزية: Churchill Mountains)‏، هي سلسلة جبلية ضمن نظام الجبال العابرة، وتقع في منطقة روس في القارة القطبية الجنوبية. تحاذي الجانب الغربي من جرف روس  الجليدي، بين مثلجة بيرد ومثلجة نمرود.
تم مسح وتسمية العديد من قمم السلسلة الشاهقة، بما في ذلك جبل إجيرتون، وجبل فيلد، وجبل ناريس، وجبل وارتون، وجبل ألبرت ماركهام للمرة الأولى وتم تسميتها من قبل بعثة ديسكفري 1901-1904 بقيادة روبرت فالكون سكوت
تم رسم خرائط للجبال بالتفصيل من قبل هيئة المسح الجيولوجي الأمريكية (USGS) خلال مقياس الرارد بالنوحات 1960-1961، ومن خلال الصور الجوية للبحرية الأمريكية في عام 1960.
سُمّيت الجبال من قبل اللجنة الاستشارية للأسماء (US-ACAN) نسبة إلى السير وينستون تشرشل.

## الجبل والقمم
| الجبل             | بالمتر | بالقدم | الإحداثيات                            |
| ----------------- | ------ | ------ | ------------------------------------- |
| جبل ألبرت ماركهام | 3٬205  | 10٬515 | 81°23′S 158°14′E / 81.383°S 158.233°E |
| جبل فيلد          | 3٬010  | 9٬875  | 80°53′S 158°02′E / 80.883°S 158.033°E |
| جبل ناريس         | 3٬000  | 9٬843  | 81°27′S 158°10′E / 81.450°S 158.167°E |
| جبل إغيرتون       | 2٬830  | 9٬285  | 80°50′S 157°55′E / 80.833°S 157.917°E |
| جبل الهرم         | 2٬810  | 9٬219  | 81°19′S 158°15′E / 81.317°S 158.250°E |
| جبل وارتون        | 2٬800  | 9٬186  | 81°03′S 157°49′E / 81.050°S 157.817°E |
| جبل إزبيل         | 2٬360  | 7٬743  | 82°22′S 156°24′E / 82.367°S 156.400°E |
| جبل فروست         | 2٬350  | 7٬710  | 81°11′S 158°21′E / 81.183°S 158.350°E |
| جبل زينكوفيتش     | 2٬280  | 7٬480  | 81°08′S 158°21′E / 81.133°S 158.350°E |
| قمة تورك          | 2٬000  | 6٬562  | 81°02′S 158°23′E / 81.033°S 158.383°E |
| جبل هاملتون       | 1٬990  | 6٬529  | 80°40′S 158°17′E / 80.667°S 158.283°E |
| جبل توَتارا        | 1٬640  | 5٬381  | 80°34′S 158°20′E / 80.567°S 158.333°E |
| قمم يونغ          | 1٬200  | 3٬937  | 81°14′S 158°42′E / 81.233°S 158.700°E |

- جبل ألبرت ماركهام، جبل ذو قمة مسطحة ملفتة للنظر، ينتصب في منتصف الطريق بين جبل ناريس وجبل الهرم. سُمّي نسبة إلى الأدميرال السير ألبرت هاستينغز ماركهام، وهو عضو في لجنة السفن للبعثة.[2]
- جبل إغيرتون هو جبل يرتفع على بعد خمسة كيلومترات شمال - شمال غرب جبل فيلد. سُمّي نسبة إلى الأدميرال السير جورج لو كليرك إغيرتون (George Le Clerc Egerton)، وهو أحد أعضاء البعثة الشمالي لعام 1875-1876، وأحد مستشاري سكوت في هذه الحملة.[3]
- جبل فيلد هو جبل يقف على بعد 5 كم جنوب - جنوب شرق جبل إغيرتون. سبب التسمية غير معروف.[4]
- جبل فروست هو جبل ينتصب على بعد 4 ميل جنوب جبل زينكوفيتش، على الجانب الجنوبي لمثلجة الحرير. سُمّي نسبة إلى الكولونيل فوي فروست (Foy B. Frost)، قائد سرب الناقلات للقوات التاسعة، الذي جهّز طائرة دوغلاس سي-124 غلوب ماستر لتقديم الدعم الجوي بين نيوزيلندا والقارة القطبية الجنوبية ومن قاعدة ماك موردو إلى محطات بيرد، وإيتس، وأمندسن سكوت خلال عملية العمق المتجمد للبحرية الأمريكية (USN) عام 1962.[5]
- يقع جبل هاملتون في الطرف الشرقي من هضبة كينت، على بعد 11 كم (7 ميل) جنوب جبل توَتارا. سُمّي نسبة إلى الأدميرال السير ريتشارد فيسي هاملتون، الذي خدم في الرحلات القطبية (1850-1854) وكان عضوًا في لجنة السفن لهذه الرحلة الاستكشافية.[6]
- جبل ناريس هو جبل ضخم يقع إلى الجنوب مباشرة من جبل ألبرت ماركهام ويطل على رأس فلين الجليدي. سُمّي نسبة إلى السير جورج س. ناريس، قائد بعثة استكشافية في القطب الشمالي في عام 1875-1876، وعضو في لجنة السفن الخاصة ببعثة سكوت.[7]
- جبل الهرم هو جبل هرمي بارز ينتصب على بعد 4 أميال شمال جبل ألبرت ماركهام.[8]
- جبل توَتارا هو جبل ينتصب على الجانب الجنوبي من مثلجة بيرد، على بعد 7 ميل شمالاً من جبل هاملتون. تم مسحه من قبل بعثة المسح الجيولوجي النيوزيلندية في أنتاركتيكا (NZGSAE) (1960-1961) والتي سُمّته بهذا الاسم لأن القمة الشوكية الطويلة تشبه سحلية التوَتارا.[9]
- قمة تورك هي قمة كبيرة على شكل سنام تتوسط ثلاث قمم على بعد 6 أميال شمال جبل زينكوفيتش. سُمّيت نسبة إلى الكولونيل ويلبرت تورك، قائد سرب حاملة القوات رقم 61 والذي بدأ رحلات طائرات لوكهيد سي-130 هيركوليز في القارة القطبية الجنوبية في يناير عام 1960.[10]
- جبل وارتون هو جبل ينتصب على بعد 8.8 كم (5.8 ميل) غرب قمة تورك. سُمّي نسبة إلى السير ويليام وارتون، الهيدروغراف في البحرية الملكية، 1884-1904.[11]
- قمم يونغ هي مجموعة من القمم على طول سلسلة من التلال في الغرب الشرقي، تبدأ من 5 كيلومتر شرق جبل كولي. يحيط بها مثلجة لي في الشمال ومثلجة جوردا في الجنوب. تمت تسميتها على شرف باميلا يونغ التي كانت أول امرأة عضوة في برنامج أبحاث القارة القطبية الجنوبية بنيوزيلندا (NZARP).[12]
- جبل زينكوفيتش هو جبل مُدبب ينتصب 4 أميال (6 كم) إلى الشمال من جبل فروست في الجانب الشمالي من رأس نهر الحرير الجليدي.سُمّي نسبة إلى الكولونيل مايكل زينكوفيتش، ضابط القيادة في سرب الميناء الجوي 1710، لتقديم الدعم الجوي بين نيوزيلندا والقارة القطبية الجنوبية ومن قاعدة ماك موردو إلى محطات بيرد، وإيتس، وأمندسن سكوت خلال عملية العمق المتجمد للبحرية الأمريكية (USN) عام 1962.[13]

## سلاسل فرعية
السلاسل الفرعية من جبال تشرشل تشمل:
تلال كارلستروم السفحية
Carlstrom Foothills
سلسلة كارنيجي
Carnegie Range
سلسلة كوبهام
Cobham Range
تلال دارلي
Darley Hills
سلسلة هوليوك
Holyoake Range
سلسلة ناش
Nash Range
سلسلة المسّاحين
Surveyors Range

### تضاريس أخرى
- Ahern Glacier
- Algie Knoll
- Alligator Eyes
- Black Icefalls
- Bradshaw Peak
- Brecher Glacier
- Byrd Glacier
- Carlstrom Foothills
- Carr Crest
- Cerberus Peak
- Chapman Snowfield
- Cooper Snowfield
- Cupcake Peaks
- Donnally Glacier
- East Egerton
- Elder Peak
- Entrikin Glacier
- Festive Plateau
- Flynn Glacier
- Gamble Glacier
- Horseshoe Nunatak
- Jorda Glacier
- Keating Massif
- Kelly Plateau
- Kent Plateau
- Kilroy Bluff
- Kiwi Pass
- Lee Glacier
- Mansergh Wall
- McLay Glacier
- Miscast Nunataks
- Mount Coley
- Mount Durnford
- Mount Frost
- Mount Hubble
- Mount Liard
- Mount Massam
- Mount Moa
- Mount Morse
- مثلجة نمرود
- Peacock Heights
- Prior Cliff
- Reid Bluff
- Roberts Pike
- Rutland Nunatak
- Silk Glacier
- Sivjee Glacier
- Sleek Spur
- Soza Icefalls
- Stark Ridge
- Swithinbank Range
- Taniwha Cove